# Niño prodigio

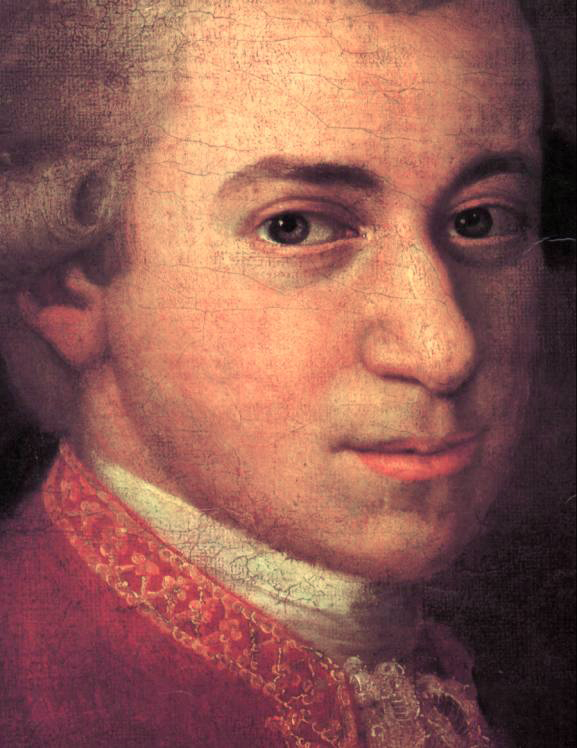
Mozart empezaría a componer a la edad de 5 años

Un niño prodigio es definido en la literatura especializada como una persona que antes de los 10 años ya domina uno o más campos científicos o artísticos a igual o mayor nivel que un adulto experto. Algunos de los campos más comunes de los niños prodigio son las matemáticas, el ajedrez, las artes visuales y la música, como en el conocido caso de Mozart, aunque pueden darse también en muchas otras áreas. 
El término Wunderkind (del alemán Wunderkind; literalmente "niño prodigio") se utiliza a veces como sinónimo de niño prodigio, particularmente en las cuentas de los medios. Wunderkind también se usa para reconocer a aquellos que logran el éxito y son aclamados al principio de sus carreras como adultos.

## Capacidad de memoria de los prodigios
Las exploraciones PET realizadas en varios prodigios de las matemáticas han sugerido que piensan en términos de memoria de trabajo a largo plazo (LTWM). Esta memoria, específica de un campo de especialización, es capaz de almacenar información relevante durante períodos prolongados, generalmente horas. Por ejemplo, se ha descubierto que los camareros experimentados mantienen en la cabeza los pedidos de hasta veinte clientes mientras los atienden, pero se desempeñan tan bien como una persona promedio en el reconocimiento de secuencias numéricas. Las exploraciones PET también responden preguntas sobre qué áreas específicas del cerebro se asocian con la manipulación de números.
Una asignatura nunca sobresalió cuando era niño en matemáticas, pero aprendió por sí mismo algoritmos y trucos para la velocidad de cálculo, y se volvió capaz de realizar matemáticas mentales extremadamente complejas. Su cerebro, en comparación con otros seis controles, se estudió mediante la tomografía por emisión de positrones, que reveló áreas separadas de su cerebro que manipuló para resolver los problemas complejos. Algunas de las áreas que él y presumiblemente los prodigios usan son los sectores del cerebro que se ocupan de la memoria visual y espacial, así como de las imágenes mentales visuales. Otras áreas del cerebro mostraron uso por parte del sujeto, incluido un sector del cerebro generalmente relacionado con el "conteo de dedos" infantil, probablemente usado en su mente para relacionar los números con la corteza visual.

## Memoria de trabajo / teoría del cerebelo
Tras señalar que el cerebelo actúa para agilizar la velocidad y la eficiencia de todos los procesos de pensamiento, Vandervert explicó las habilidades de los prodigios en términos de la colaboración de la memoria de trabajo y las funciones cognitivas del cerebelo. Citando una amplia evidencia de imágenes, Vandervert propuso por primera vez este enfoque en dos publicaciones que aparecieron en 2003. Además de la evidencia de imágenes, el enfoque de Vandervert está respaldado por los importantes estudios premiados del cerebelo por Masao Ito.
Vandervert proporcionó un amplio argumento de que, en el prodigio, la transición de la memoria de trabajo visual-espacial a otras formas de pensamiento (lenguaje, arte, matemáticas) se acelera por la disposición emocional única del prodigio y las funciones cognitivas del cerebelo. Según Vandervert, en el prodigio impulsado por la emoción (comúnmente observado como una "rabia por dominar") el cerebelo acelera la racionalización de las eficiencias de la memoria de trabajo en su manipulación y descomposición / recomposición del contenido visual-espacial en la adquisición del lenguaje y en la precocidad lingüística, matemática y artística.
Esencialmente, Vandervert ha argumentado que cuando un niño se enfrenta a una nueva situación desafiante, la memoria de trabajo visual-espacial y la memoria de trabajo relacionada con el habla y con otros sistemas de notación se descomponen y vuelven a componer (fraccionar) en el cerebelo y luego se mezclan en la corteza cerebral en un intento de hacer frente a la nueva situación. En los niños prodigios, Vandervert cree que este proceso de combinación se acelera debido a sus sensibilidades emocionales únicas que resultan en altos niveles de enfoque repetitivo, en la mayoría de los casos, en particular gobernado por reglas dominios de conocimiento. También ha argumentado que los niños prodigios comenzaron a aparecer por primera vez hace unos 10.000 años cuando el conocimiento regido por reglas se había acumulado en un punto significativo, tal vez en los asentamientos agrícolas-religiosos de Göbekli Tepe o Chipre.

## Desarrollo
Algunos investigadores creen que el talento prodigioso tiende a surgir como resultado del talento innato del niño y de la inversión enérgica y emocional que el niño emprende. Otros creen que el medio ambiente juega el papel dominante, muchas veces de manera obvia. Por ejemplo, László Polgár se propuso criar a sus hijos para que fueran jugadores de ajedrez, y sus tres hijas se convirtieron en jugadoras de clase mundial (dos de las cuales son grandes maestras), enfatizando la potencia que el entorno de un niño puede tener para determinar las actividades. hacia el cual se dirigirá la energía de un niño, y mostrando que se puede desarrollar una increíble cantidad de habilidad a través de un entrenamiento adecuado.
Pero por otro lado George Frideric Handel era un ejemplo del talento natural... "había descubierto una propensión tan fuerte a la música, que su padre, que siempre lo había destinado al estudio del Derecho Civil, tenía motivos para alarmarse. Le prohibió estrictamente que se entrometiera con cualquier instrumento musical, pero Handel encontró la manera de llevar un pequeño clavicordio en privado a una habitación en la parte superior de la casa. A esta habitación la robaba constantemente cuando la familia dormía". A pesar de la oposición de su padre, Handel se convirtió en un hábil intérprete del clavicordio y el órgano de tubos.
El prodigio en la infancia no siempre se mantiene hasta la edad adulta. Algunos investigadores han descubierto que los niños superdotados se quedan atrás debido a la falta de esfuerzo. Jim Taylor, profesor de la Universidad de San Francisco, teoriza que esto se debe a que los niños superdotados experimentan el éxito a una edad temprana con poco o ningún esfuerzo y es posible que no desarrollen un sentido de propiedad del éxito. Por lo tanto, es posible que estos niños no desarrollen una conexión entre el esfuerzo y el resultado. Algunos niños también pueden creer que también pueden tener éxito sin esfuerzo en el futuro. El Dr. Anders Ericcson, profesor de la Universidad Estatal de Florida, investiga el desempeño experto en deportes, música, matemáticas y otras actividades. Sus hallazgos demuestran que el prodigio en la infancia no es un indicador sólido de éxito posterior. Más bien, el número de horas dedicadas a la actividad fue un mejor indicador.
Rosemary Callard-Szulgit y otros educadores han escrito extensamente sobre el problema del perfeccionismo en los niños brillantes, llamándolo su "rasgo socioemocional número uno". Los niños superdotados a menudo asocian incluso una pequeña imperfección con el fracaso, por lo que temen el esfuerzo, incluso en su vida personal, y en casos extremos terminan virtualmente inmovilizados.

### Necesidades especiales de los niños superdotados
Los niños superdotados a veces tendrán sus propias necesidades únicas y, a menudo, pueden tener dificultades en áreas no académicas. Dado que estos niños suelen ser vistos como triunfadores naturales, puede ser aún más difícil para ellos recibir la asistencia especial que necesitan en áreas que no están directamente relacionadas con el rendimiento académico. En la mayoría de los casos, hay cinco necesidades especiales específicas comunes a los niños identificados como superdotados:
- Los niños superdotados a menudo luchan con las relaciones interpersonales con sus compañeros. Pueden tener dificultades para relacionarse con los demás y pueden reconocer que son diferentes a la mayoría de los niños y pueden verse a sí mismos como necesitados de estar separados.
- Los niños superdotados a menudo tienen problemas para prestar atención en clase, lo que puede resultar en un diagnóstico mixto de ADD o ADHD. Aunque es posible que un niño superdotado tenga estos trastornos, se deben tomar medidas de diagnóstico cuidadosas
- Los niños superdotados a menudo carecen de motivación para completar ciertas tareas si sienten que no están siendo desafiados lo suficiente. Cuando a los niños superdotados no se les proporciona material atractivo, su falta de concentración puede percibirse como un trastorno por déficit de atención.[19]
- Los niños que equiparan su desempeño con su autoestima a menudo se vuelven perfeccionistas y luchan por desempeñarse de acuerdo con su propio estándar ideal, a menudo estableciéndose barreras demasiado altas para ellos mismos y se enojan, o incluso se deprimen cuando no cumplen con sus propias expectativas.
- Los especialistas teorizan que la palabra hablada puede ser difícil para algunos niños superdotados porque tienen la tarea adicional de traducir las ideas complejas en sus cabezas a un lenguaje que otros de edad similar puedan entender. Este proceso puede provocar una vacilación anormal al hablar, tartamudeo y frustración por parte del niño.[20]

## Otras lecturas
- Ellenberg, Jordan (30 de mayo de 2014). «The Wrong Way to Treat Child Geniuses». Wall Street Journal. Consultado el 1 de junio de 2014.
- «How working memory and the cerebellum collaborate to produce creativity and innovation». Creativity Research Journal.
- Robinson, Andrew (2010). Sudden Genius?: The Gradual Path to Creative Breakthroughs. Oxford: Oxford University Press. ISBN 978-0-19-956995-3. Parámetro desconocido |lay-date= ignorado (ayuda); Parámetro desconocido |lay-url= ignorado (ayuda)